# 好訴妄想
好訴妄想（こうそもうそう）とは、妄想の一種で、常に自己の権益が侵されたと確信し、反復的に裁判に訴えることによって侵害された権利を回復しようとするものをいう。
クレッチマーによれば訴訟に限定されず、自己の関連妄想を周囲に訴えかけることを意味する。
山下恵子 (1975), p. 700によれば、「自我復旧の動向（Klages）であり、強烈な意志のEnergieを必要とする」とのことである。